# The Symphonic Jean Michel Jarre
Albums de Jean-Michel Jarre
Sublime Mix
(2006) Téo et Téa
(2007)
The Symphonic Jean Michel Jarre est un double album de reprises de titres de Jean-Michel Jarre réinterprétés par l'orchestre philharmonique de Prague (dirigé par Nic Raine), sorti en 2006.
Les chœurs sont interprétés par la chorale Crouch End Festival Chorus (en) (maître de chœur : David Temple). La soprano Charlotte Kinder intervient sur Chronologie 1, Gloria, Lonely Boy et Rendez-vous 2.
Le titre Acropolis, hommage à Jean-Paul II, est extrait de l'enregistrement du concert Solidarność live (2005).
Quelques sons électroniques (synthétiseurs) ont été ajoutés sur certains titres.

## Liste des titres
CD1
1. Chronologie 1
2. Chronologie 2
3. Chronologie 3
4. Gloria, Lonely Boy
5. Équinoxe IV
6. Jonques de pêcheurs au crépuscule
7. Souvenir de Chine
8. Chants magnétiques 5 - La dernière rumba
9. Révolution industrielle - Ouverture
10. Révolution industrielle - Part 1
11. Révolution industrielle - Part 2

CD2
1. Eldorado
2. Oxygène 13
3. Chants magnétiques 1
4. L'émigrant
5. Oxygène 4
6. Rendez-vous 2
7. Rendez-vous 4
8. Acropolis
9. Computer Week-End